# دوري الدرجة الأولى الروماني 1957–58
دوري الدرجة الأولى الروماني 1957–58 (بالرومانية: Divizia A 1957-1958)‏ هو الموسم 40 من  دوري الدرجة الأولى الروماني. أقيم خلال الفترة 17 أغسطس 1957 وحتى 3 يوليو 1958، وأشرف على تنظيمه اتحاد رومانيا لكرة القدم، وكان عدد الأندية المشاركة فيه  12، وفاز فيه نادي بترولول بلويشتي بعد أن لعب 22 مباراة وفاز بـ 12 منها.

## نتائج الموسم
| المركز | فريق                 | لعب | ف  | ت | خ | له | عليه | ف.أ | نقاط | ملاحظة |
| ------ | -------------------- | --- | -- | - | - | -- | ---- | --- | ---- | ------ |
| 1      | نادي بترولول بلويشتي | 22  | 12 | 3 | 7 | 36 | 22   | +14 |      |        |